# Dondukovo
Dondukovo (bulgariska: Дондуково) är ett distrikt i Bulgarien.   Det ligger i kommunen Obsjtina Brusartsi och regionen Montana, i den nordvästra delen av landet, 110 km norr om huvudstaden Sofia.
Trakten runt Dondukovo består till största delen av jordbruksmark. Runt Dondukovo är det ganska glesbefolkat, med 24 invånare per kvadratkilometer.